# Wilhelm Ott (Heimatforscher)
Wilhelm Ott (* 15. April 1947 in Sprendlingen) ist ein deutscher Heimatforscher mit Arbeitsschwerpunkt in der hessischen Landschaft Dreieich im Westen des Landkreises Offenbach mit dem historischen Zentrum Burg Hayn im Dreieicher Stadtteil Dreieichenhain.

## Leben
Von 1953 bis 1963 besuchte er die Grund- und Realschule in Sprendlingen, wechselte dann auf die Oberstufe der Goetheschule in Neu-Isenburg und legte dort 1966 die Abiturprüfung ab. Anschließend studierte er Chemie an der Johann Wolfgang Goethe-Universität Frankfurt am Main. Er promovierte 1975 mit einer Arbeit über Valenzisomerisierungen im Arbeitskreis von Horst Kessler.
Sein Berufsleben verbrachte er z. T. als Leitender Angestellter in den Bereichen Forschung & Entwicklung, Internationales Produktmanagement, Strategisches Marketing in der pharmazeutischen Industrie, u. a. bei der Firma Merck in Darmstadt. Er arbeitete auch einige Zeit bei einer Tochtergesellschaft in Kalifornien. Wilhelm Ott war seit 2007 technischer Leiter eines Kooperationsprojektes mit der WHO zur Bilharziose-Bekämpfung in afrikanischen Ländern (Merck Praziquantel Donation Program), durch das mittlerweile (2022) über 600 Millionen Kinder behandelt werden konnten.
Nach dem Eintritt in den Ruhestand im Jahr 2009 erwachte sein Interesse an der Geschichte der Landschaft Dreieich im Westkreis Offenbach, insbesondere an historischen Landschaftselementen. Wilhelm Ott wurde 2010 als Obmann zur Erfassung und zum Nachweis von historischen Grenzsteinen durch das Hessische Landesamt für Bodenmanagement und Geoinformation bestellt. In diesem Zusammenhang dokumentierte er bisher über 1000 historische Grenzsteine, die jetzt in verschiedenen Datenbanken gespeichert sind. Er befasst sich aber auch mit Sühnekreuzen, Kilometersteinen oder Borne (Brunnen) und Quellen seiner Heimat. Er publiziert seine lokalhistorischen Forschungsergebnisse auf seiner Website „Steine in der Dreieich“ und auf der Website des Heimatkundevereins „Freunde Sprendlingens“, dessen Vorsitzender er seit 2014 ist. Weiterhin hält er Vorträge über heimatkundliche Themen, verfasst Artikel in Fachzeitschriften und publiziert Bücher und Broschüren.

## Ehrungen
- 2018: Kulturpreis der Stadt Dreieich[3]
- 2020: Hugenottenmedaille der Stadt Neu-Isenburg.
- 2023: Ehrenamtspreis des Hessischen Denkmalschutzpreises[4]

## Schriften (Auswahl)
- Synthese und DNMR-Untersuchungen 2,6 disubstituierter Homotropilidene. Inaugural-Dissertation, 1975
- Patentanmeldung mit Christine Hartung, Sandra Schwebke:  Integrated program for team-based project evaluation. US-Patent US20030074291A1
- Ysenburgische Grenzsachen zum Dritten, eine kulturhistorische Schnitzeljagd. In: Landschaft Dreieich 2011, S. 17
- Grenzen und Grenzsteine im Neurott und in den umliegenden Waldungen. In: Neusel, Manfred: Im Neurott, Langens nordwestlicher Stadtteil 2013, S. 123
- Grenzen und Grenzsteine der Neu-Isenburger Gemarkungen. In: Isenburger Facetten 2, Edition Momos, Neu-Isenburg, 2016
- Vorgeschichte(n) von Breitensee und Hirschsprung. In: Peter Holle et al.: Buch der Ringe, Edition Momos, Neu-Isenburg, 2017
- Grenzen und Grenzsteine der Heusenstammer Gemarkung. In: Heusenstammer Hefte Nr. 27, Geschichts- und Heimatverein Heusenstamm, 2018
- mit Ferdinand Stegbauer: Die ehemaligen Flakstellungen in der Neu-Isenburger Ostgemarkung. Eine Dokumentation gegen das Vergessen. GHK Neu-Isenburg, 2019.
- mit Wilhelm Schäfer: Der Mordfall Stara Baumgarten. Eine Dokumentation über Tod, Schuld und Sühne. Freunde Sprendlingens, 2019
- Meilensteine im Großherzogtum Hessen. Ein Nachschlag. In: Das Meilenstein-Journal Nr. 79, Juni 2020